# Campionat del Món de X-Trial 2019
|  | Per al campionat del món a l'aire lliure d'aquell any, vegeu Campionat del Món de Trial 2019 |

La temporada de 2019 del Campionat del Món de X-Trial fou la 27a edició d'aquest campionat, organitzat per la FIM. El calendari oficial constava de 7 proves puntuables, celebrades entre el 20 de gener i el 27 d'abril. Dues de les proves programades es disputaren als Països Catalans: el Trial Indoor de Barcelona, disputat el 3 de febrer, i la darrera prova del calendari, el Trial Indoor d'Andorra la Vella.
Toni Bou va guanyar el tretzè dels seus 19 campionats mundials indoor (a data de 2025). El podi final del campionat va ser el mateix que l'any anterior, amb Bou campió amb la Montesa, Adam Raga subcampió amb la TRRS i Jaime Busto tercer amb la Gas Gas.
Takahisa Fujinami, setè amb la Montesa, va disputar el seu darrer campionat indoor, tot i que es va mantenir actiu al mundial "outdoor" fins que es va retirar definitivament de les competicions en acabar la temporada del 2021.

## Sistema de puntuació
| Posició | 1  | 2  | 3  | 4 | 5 | 6 | 7 | 8 | 9 |
| Punts   | 20 | 15 | 12 | 9 | 6 | 4 | 3 | 2 | 1 |

## Calendari
| Ronda | Data         | Prova      | Lloc             | Guanyador   |
| ----- | ------------ | ---------- | ---------------- | ----------- |
| 1     | 20 de gener  | Hongria    | Budapest         | Toni Bou    |
| 2     | 3 de febrer  | Espanya    | Barcelona        | Adam Raga   |
| 3     | 16 de febrer | Espanya    | Bilbao           | Toni Bou    |
| 4     | 23 de febrer | Espanya    | Granada          | Toni Bou    |
| 5     | 9 de març    | França     | Marsella         | Toni Bou    |
| 6     | 6 d'abril    | Costa Rica | San José         | Cancel·lada |
| 7     | 27 d'abril   | Andorra    | Andorra la Vella | Toni Bou    |

## Classificació final
| Posició | Pilot             | Motocicleta | Punts |
| ------- | ----------------- | ----------- | ----- |
| 1       | Toni Bou          | Montesa     | 115   |
| 2       | Adam Raga         | TRRS        | 92    |
| 3       | Jaime Busto       | Gas Gas     | 57    |
| 4       | Benoit Bincaz     | Beta        | 54    |
| 5       | Miquel Gelabert   | Sherco      | 32    |
| 6       | Jorge Casales     | Vertigo     | 21    |
| 7       | Takahisa Fujinami | Montesa     | 16    |
| 8       | Luca Petrella     | Beta        | 12    |
| 9       | Gabriel Marcelli  | Montesa     | 8     |
| 10      | Alexandre Ferrer  | Sherco      | 4     |
|         |                   |             |       |
| 13      | Aniol Gelabert    | Scorpa      | 3     |